# ستيف كينغ (سياسي)
ستيف كينغ (بالإنجليزية: Steve King)‏ هو سياسي أمريكي، ولد في 12 ديسمبر 1965. حزبياً، نشط في الحزب الجمهوري. وقد انتخب عضو مجلس نواب كولورادو.